# Anvil Stacks
Anvil Stacks är klippor i Sydgeorgien och Sydsandwichöarna (Storbritannien). De ligger i den nordvästra delen av Sydgeorgien och Sydsandwichöarna.
Terrängen runt Anvil Stacks är huvudsakligen kuperad, men åt nordväst är den platt. Havet är nära Anvil Stacks åt sydväst.  Det finns inga samhällen i närheten. 